# Jacques Blanchet (Musiker)
Jacques Blanchet (* 11. April 1939 in Montreal; † 9. Mai 1981 ebenda) war ein kanadischer Singer-Songwriter französischer Sprache aus Québec.

## Leben
Blanchet wurde Ende der 1940er Jahre als Komponist von Liedern für Raymond Lévesque, Estelle Caron und Lucille Dumont bekannt. Nachdem er eine Ausbildung bei Louise Darios in Gesang und Madeleine Provost in Musiktheorie  absolviert hatte, trat er Anfang der 1950er Jahre im Radio- und Fernsehprogramm der CBC und bei der CKAC auf und unternahm eine Tournee durch Québec. 1955–56 tourte er durch Frankreich, und im Folgejahr gewann er mit seinem von Dumont interpretierten Song Le ciel se marie avec la mer den Concours de la chanson canadienne.
1959 gehörte Blanchet neben Hervé Brousseau, Clémence DesRochers, Jean-Pierre Ferland, Claude Léveillée und Raymond Lévesque zu den Gründern der Chansonniergruppe The Bozos. Während sein Erfolg Mitte der 1960er Jahre in Frankreich und Kanada nachließ, fand er in der Sowjetunion bei Tourneen 1969, 1970 und 1974 neue Anhänger. Seine Songs wurden von Sängern wie Aglaé, Guylaine Guy, Robert L'Herbier, Muriel Millard und Paolo Noël aufgenommen. 1983 wurde aus seinem Nachlass die Médaille Jacques Blanchet gestiftet, mit der u. a. Sylvain Lelièvre und Michel Rivard ausgezeichnet wurden.